# Иловачак
Иловачак је насељено мјесто на подручју града Глине, Сисачко-мославачка жупанија, Република Хрватска.

## Историја
Иловачак се од распада Југославије до августа 1995. године налазио у Републици Српској Крајини.

## Становништво
На попису становништва 2011. године, Иловачак је имао 93 становника.
| Националност       | 1991.        |
| Хрвати             | 348 (99,42%) |
| Срби               |              |
| Југословени        |              |
| остали и непознато | 2 (0,57%)    |
| Укупно             | 350          |

| Демографија | Демографија | Демографија |
| Година      | Становника  | Становника  |
| ----------- | ----------- | ----------- |
| 1961.       | 501         |             |
| 1971.       | 435         |             |
| 1981.       | 393         |             |
| 1991.       | 350         |             |
| 2001.       | 176         |             |
| 2011.       |             | 93          |

## Попис 1991.
На попису становништва 1991. године, насељено место Иловачак је имало 350 становника, следећег националног састава:
| Попис 1991.‍  | Попис 1991.‍  | Попис 1991.‍ | Попис 1991.‍ | Попис 1991.‍ |
| ------------ | ------------ | ----------- | ----------- | ----------- |
|              |              |             |             |             |
| Хрвати       | Хрвати       |             | 348         | 99,42%      |
| неопредељени | неопредељени |             | 1           | 0,28%       |
| непознато    | непознато    |             | 1           | 0,28%       |
| укупно: 350  |              |             |             |             |